# Новоключево
Новоключево (мар. Шаде Шогертен; баш. Яңы Ключево) — деревня в Мишкинском районе Республики Башкортостан Российской Федерации. Входит в состав Мишкинского сельсовета.

## География

### Географическое положение
Расстояние до:
- районного центра (Мишкино): 16 км,
- центра сельсовета (Мишкино): 16 км,
- ближайшей ж/д станции (Загородная): 111 км.

## История
До 2008 года входила в состав Ленинского сельсовета.
Закон Республики Башкортостан от 19.11.2008 г. № 49-З «Об изменениях в административно-территориальном устройстве Республики Башкортостан в связи с объединением отдельных сельсоветов и передачей населённых пунктов» гласит:

 "Внести следующие изменения в административно-территориальное устройство Республики Башкортостан:
35) по Мишкинскому району:
в) объединить Мишкинский и Ленинский сельсоветы с сохранением наименования «Мишкинский» с административным центром в селе Мишкино.
Включить село Ленинское, деревни Восход, Кигазытамаково, Новоключево Ленинского сельсовета в состав Мишкинского сельсовета.
Утвердить границы Мишкинского сельсовета согласно представленной схематической карте.
Исключить из учётных данных Ленинский сельсовет;

## Население
| 2002 | 2009 | 2010 |
| ---- | ---- | ---- |
| 176  | ↘175 | ↘154 |

Национальный состав
Согласно переписи 2002 года, преобладающая национальность — марийцы (96 %).

## Известные уроженцы, жители
- Абукаева, Любовь Алексеевна (род. 25 декабря 1969, д. Новоключево, Башкирская АССР) — российский лингвист и фольклорист, преподаватель высшей школы. Доктор филологических наук. Профессор кафедры русского и общего языкознания Марийского госуниверситета.